# توژانه، استان کویافسکو-پومورسکی
توژانه (به لاتین: Turzany، تلفظ: [tuˈʐanɨ]) یک روستا در لهستان است که در استان کویافسکو-پومورسکی واقع شده‌است.